# XVI arrondissement di Parigi
Il XVI arrondissement di Parigi si trova al margine ovest della città, sulla rive droite. Confina coi comuni di Neuilly-sur-Seine e Boulogne-Billancourt e comprende il Bois de Boulogne a ovest.
Formato sull'area dell'antico comune di Passy, annesso dalla capitale francese nel 1860, questo arrondissement ha una vocazione per lo più residenziale, formando uno dei quartieri più tranquilli, belli e dall'immobiliare più caro della città.
Per la sua grande estensione, oltre a comprendere due circoscrizioni elettorali, è il solo arrondissement ad avere due codici postali:  a sud 75016 e a nord 75116. Le due aree sono divise dall'avenue Henri Martin e dall'avenue Georges Mandel.
Tra le altre grandi città d'Europa può essere paragonato al quartiere di Kensington e Chelsea di Londra o Charlottenburg a Berlino.

## Dati
| Anno                        | Abitanti | Densità di popolazione (ab./km2) |
| --------------------------- | -------- | -------------------------------- |
| 1962 (picco di popolazione) | 227 418  | 28 985                           |
| 1968                        | 214 120  | 27 290                           |
| 1975                        | 193 590  | 24 674                           |
| 1982                        | 179 446  | 22 871                           |
| 1990                        | 169 863  | 21 650                           |
| 1999                        | 161 773  | 20 619                           |
| 2006                        | 153 920  | 19 459                           |

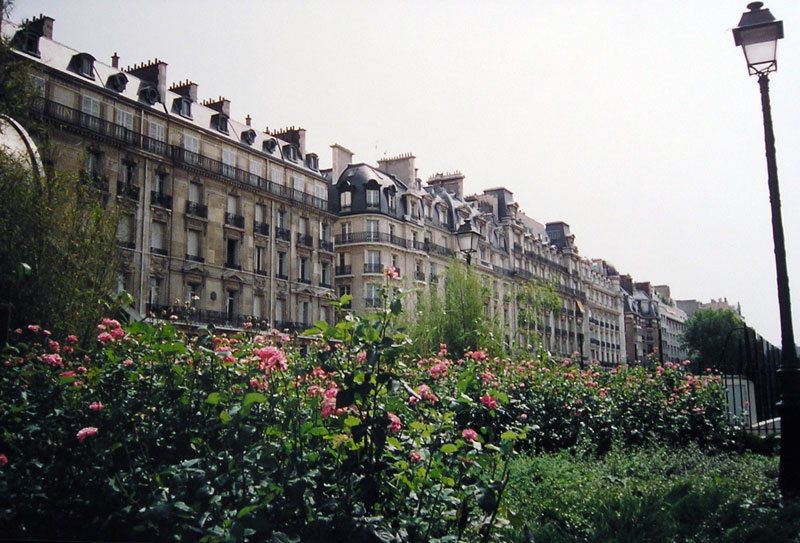
Vista di una strada del raffinato arrondissement

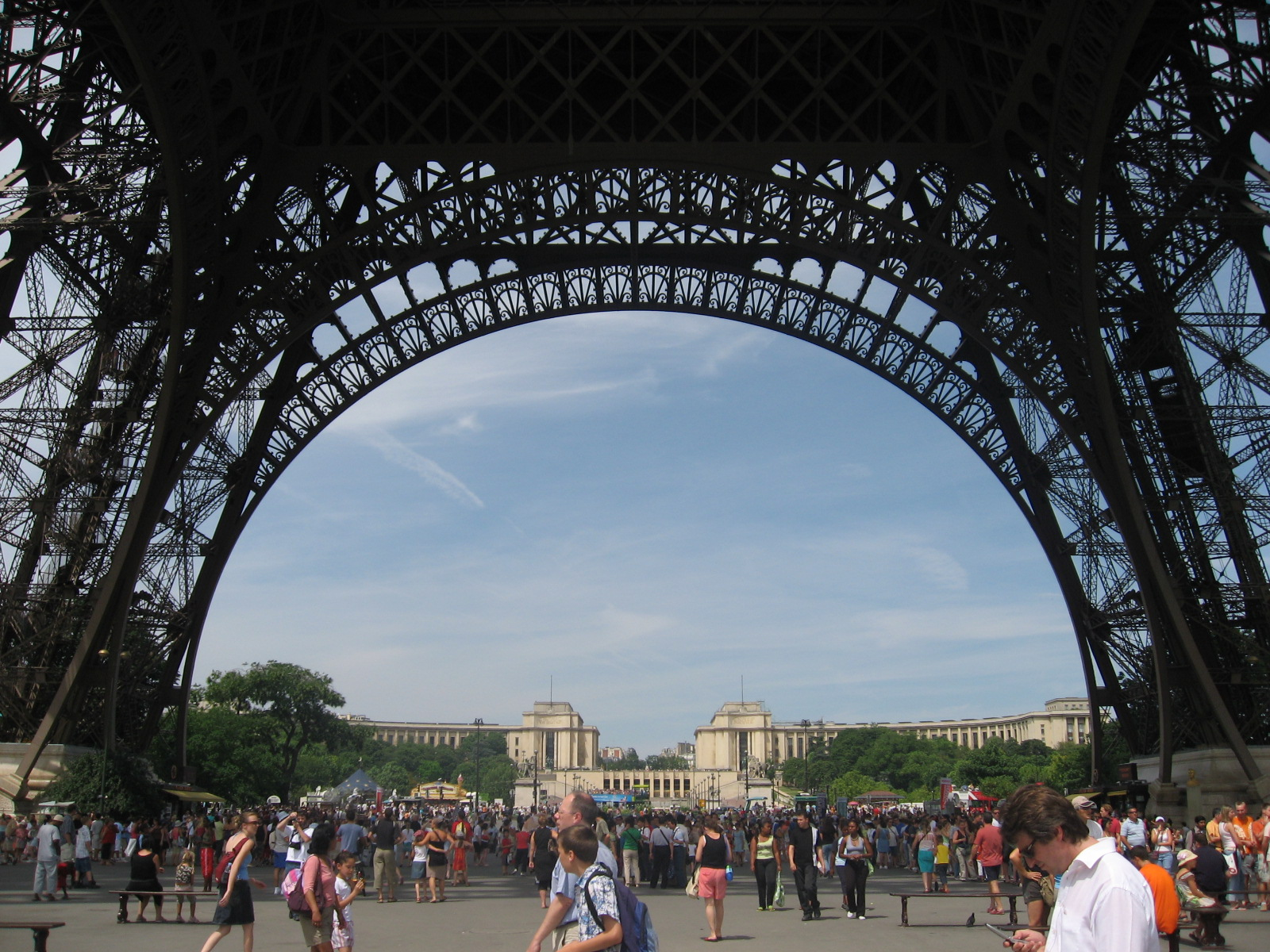
Palais de Chaillot

Nota: densità calcolate escludendo il Bois de Boulogne.

## Sindaci
- De Bonnemains 1860-1870
- Henri Martin 1870-1871
- Girod 1871-1880
- Henri Martin 1880-1883
- Marmottan 1883-1906
- Gerente 1906-1913
- Favre 1913-1914
- Bovillet 1914-1940
- Dard d'Espinay 1940-1944
- Warluzel 1944-1945
- Sicé 1946-1951
- Henri Graux 1952-1963
- Georges Arzel 1963-1977
- Georges Mesmin 1983-1989
- Pierre-Christian Taittinger 1989-2***
- Francis Szpiner 2020-....[1]

## Principali monumenti
- Palais de Tokyo
- Pavillon de l'eau
- Palazzo Chaillot
  - Musée national de la Marine
  - Musée de l'Homme
  - Musée national des Monuments Français
  - Théâtre de Chaillot
- Cinéaqua
- Passy
  - Cimitero di Passy
  - Museo del vino
- Avenue Foch
  - 84 Avenue Foch
- Place de l'Étoile e Arc de Triomphe (parziale)
- Parc des Princes
- Maison de Radio France
- Musée Guimet
- Musée Marmottan Monet
- Lycée Janson de Sailly
- Fondazione Le Corbusier
- Musée Henri Bouchard
- Rue Mallet-Stevens
- Serres d'Auteuil
- Castel Béranger
- Hôtel Mezzara
- Rue Agar

## Spazi verdi
- Bois de Boulogne
- jardin du Ranelagh
- jardin Sainte-Périnne

## Strade principali
- Place de l'Étoile

## Quartieri
- Quartier d'Auteuil
- Quartier de la Muette
- Quartier de la Porte-Dauphine
- Quartier de Chaillot